# Цилио (Падова)
Цилио је насеље у Италији у округу Падова, региону Венето.
Према процени из 2011. у насељу је живело 43 становника. Насеље се налази на надморској висини од 2 м.